# افتر فوراور
افتر فوراور (به انگلیسی: After Forever) یک گروه موسیقی سمفونیک متال هلندی است که از وکال‌های سوپرانو و دث متال استفاده می‌کرد. فعالیت گروه در فوریه ۲۰۰۹ متوقف شد.

## اعضا

### اعضای نهایی
- فلور یانسن Floor Jansen - وکال لید (۱۹۹۷–۲۰۰۹)
- ساندر خومانس Sander Gommans - گیتار، گرانت (۱۹۹۵–۲۰۰۹)
- باس ماس Bas Maas – گیتار، وکال (۲۰۰۲–۲۰۰۹)
- لوک فان خرفن Luuk van Gerven - گیتار بیس (۱۹۹۶–۲۰۰۹)
- آندره بورخمان André Borgman - درام، پرکاشن (۲۰۰۰–۲۰۰۹)
- یوست فان دن بروک Joost van den Broek - کیبورد (۲۰۰۴–۲۰۰۹)

### اعضای قبلی
- مارک یانسن Mark Jansen - گیتار، گرانت (۱۹۹۵–۲۰۰۲)
- یوپ بکرس Joep Beckers - درام، پرکاشن (۱۹۹۵–۲۰۰۰)
- جک دریسن Jack Driessen - کیبورد (۱۹۹۵–۲۰۰۰)
- لاندو فان خیلس Lando van Gils - کیبورد (۲۰۰۰–۲۰۰۴)

## آلبوم‌ها
- Prison Of Desire - ۲۰۰۰
- Decipher - ۲۰۰۱
- Invisible Circles - ۲۰۰۴
- Remagine - ۲۰۰۵
- After Forever - ۲۰۰۷